# Caspar Reiff
Caspar Reiff (n. 1971) es un compositor y guitarrista clásico danés, uno de los fundadores y principales impulsores del Tolkien Ensemble, fundado en 1995 y dedicado a musicar los poemas contenidos en El Señor de los Anillos, la obra más famosa del escritor británico J. R. R. Tolkien.
Se formó en el Real Conservatorio de Copenhague (Det Kongelige Danske Musikkonservatorium) entre 1992 y 1997. Como solista, ha ofrecido conciertos de guitarra por gran parte de Europa, en el Reino Unido, Francia, Grecia, Suecia y la propia Dinamarca; y, desde 1997, también ha trabajado como guitarrista de estudio.
Sin embargo, sus principales éxitos los ha logrado con el Tolkien Ensemble. Reiff montó el conjunto con Peter Hall, su profesor en el conservatorio, en otoño de 1995 e involucró en el proyecto a varios de sus compañeros de estudios. Pronto este proyecto ocupó todo el tiempo disponible de Reiff, pues la tarea era inmensa: se trataba de poner música e interpretar los aproximadamente 70 poemas o fragmentos contenidos en la obra maestra de J. R. R. Tolkien: su novela en tres tomos El Señor de los Anillos; y Reiff ejerció como coordinador artístico de un proyecto que ha involucrado a doce solistas y más de cien músicos, y como uno de los dos compositores principales. Al ser los conocimientos musicales de Caspar Reiff eminentemente clásicos, le costaba componer las partes más folk que algunos de los poemas requerían. La formación de Peter Hall es, por el contrario, más ecléctica, por lo que los dos compositores decidieron repartirse los poemas según su origen y temática: las canciones más líricas (las de hombres y elfos) las compuso Reiff, mientras que las más tradicionales (las de hobbits, enanos y Tom Bombadil) correspondieron a Hall, aunque también trabajaron juntos en unos pocos temas. Además de las labores descritas, Reiff toca, por supuesto, la guitarra clásica y pone su voz en las piezas del personaje de Merry.
El proyecto se ha materializado en cuatro álbumes de estudio (An Evening in Rivendell, 1997; A Night in Rivendell, 2000; At Dawn in Rivendell, 2002; y Leaving Rivendell, 2005), además de una recopilación de los trabajos completos en cuatro discos (Complete Songs & Poems, 2006). El ensemble ha girado, mientras tanto, por Dinamarca, Suecia y el Reino Unido.